# 43-as villamos (Budapest)
A budapesti 43-as jelzésű villamos Budafok, Varga Jenő tér és Nagytétény végállomás között közlekedett. A viszonylatot a Budapesti Közlekedési Vállalat üzemeltette.

## Története

### Korábbi 43-as viszonylatok
1907-ben indult Zugliget – Budai dunapart – Váczi körút – Zugliget útvonalon. 1910-ben kapta a 43-as számot. Önálló útvonala csak Zugliget és Budagyöngye között volt, innen azonos vonalon haladt a 39-es és 41-es villamossal. 1915-ben megszüntették.
1918-ban indult a Közvágóhídtól és a HÉV-pályán át Erzsébetfalvára közlekedett, útvonalát később meghosszabbították és 1919 végéig közlekedett. 1921. július 1-jén indult újra a Kálvin tér – Közvágóhíd útvonalon, de július 11-étől ismét Erzsébetfalváig közlekedett. Ettől a naptól kezdve még kereken öt évig közlekedett, 1926. július 11-én megszűnt. 1928. április 23-ától Kispesten, a Gyár utcából indult a Sárkány utcán és az Üllői úton haladva érkezett a Mária Terézia laktanyához (a Ferenc körút és az Üllői út kereszteződéséhez), utoljára 1944. szeptember 27-én. 1945. október 4-én újra közlekedett, 1947. november 1-jétől pedig temetői betétjárata lett 43A jelzéssel Gyár utca és Határ út között. 1953. július 15-étől három hétig a Mária Terézia laktanyánál lévő végállomást átépítették, ezért a 43-as közlekedése szünetelt, helyette 43A közlekedett Tóth Árpád utca és Nagyvárad tér között. Október végén ismét temetői járatként közlekedett a 43A, november 5-étől pedig a reggeli csúcsidőben is közlekedett. 1954. február 10-étől a betétjáratból megint temetői járat lett. 1954. március 8-ától a 43-as villamosok egy része a csúcsidőszakokban a Kispest kocsiszínig meghosszabbítva közlekedett. Az 1956. októberi üzemszünet után, november 27-én a Tóth Árpád utca és a Száva kocsiszín között indították újra a 43A-t, a 43-ast csak 1957 január elején, de csak a Nagyvárad térig. 1959. április 30-án a 42-es villamos elindulásával a 43-ast voltaképpen betétjárattá fokozták le, végül 1961. december 15-én átszámozták 42A-ra.

### A nagytétényi 43-as
1963. január 1-jétől a Nagytétényig közlekedő N jelű HÉV járat kapta a 43-as jelzést és elindult a 43A villamos Budatétény, Kultúrparkig, majd ezt követte a 43B a Baross Gábor telepig. 1967 végén a 43B megszűnt, de 1972-ben majális-járatként Budafok, forgalmi telep és Nagytétény között járt. 1972. december 22-étől a 43-as és a 43A végállomása a Móricz Zsigmond körtér helyett a Budafok, Varga Jenő (ma Városház) tér, az éjszakai 43-as (1983-ban már 43É) végállomása pedig nem változott (Móricz Zsigmond körtér – Nagytétény). 1983. november 30-án a 43-as villamoscsalád megszűnt, a BKV közleménye szerint csak szünetel. Szüneteltetésének egyik fő oka, hogy a Nagytétényi út Tóth József utca és Vágóhíd utca közötti szűk szakaszán a támfal miatt a Nagytétény felé tartó villamosok a keskeny közúton csak a forgalommal szemben tudtak haladni, ami fokozottan balesetveszélyes. A szüneteltetés kezdetekor az illetékesek úgy gondolták, hogy az M0-s körgyűrű és a 6-os út új tétényi bevezető szakaszának megépülése után tehermentesül a régi út, így újraindítható lesz majd a villamos. Az új elkerülő utak megépültek, az iparvágányok kiszolgálása 1992-ben megszűnt. Az 1990-es évek közepéig elbontották a vágányok egy részét és a felsővezetéket is, pedig a Campona bevásárlóközpont megépültével felmerült a villamos Budatétényig történő újraindítása. 2006-ban a Nagytétényi út Duna felőli oldalán kerékpárút épült az egykori villamospálya helyén. 2019-ben a Budapest–Pécs-vasútvonalat addig szintben keresztező Budatétényi sorompót kiváltó, kiszélesített Növény utcai közúti aluljáró a villamos korábbi nyomvonalára épült. 2024. szeptember 8-án egy napra R43-as jelzéssel retrójáratként újra közlekedett a Móricz Zsigmond körtér és Budafok, Városház tér között hármas Ganz UV szerelvénnyel.

## Útvonala
| Nagytétény felé                                                                    | Budafok, Varga Jenő tér felé                                                       |
| ---------------------------------------------------------------------------------- | ---------------------------------------------------------------------------------- |
| Budafok, Varga Jenő tér vá. – Rózsa Richárd utca – Nagytétényi út – Nagytétény vá. | Nagytétény vá. – Nagytétényi út – Rózsa Richárd utca – Budafok, Varga Jenő tér vá. |

## Megállóhelyei
| 0  | Budafok, Varga Jenő tér végállomás   | 19 | 9, 47 3, 3, 14, 58, 114 Budafok-Belváros |
| 2  | Tóth József utca                     | 17 | 3, 3, 14, 58, 114                        |
| 4  | Vágóhíd utca                         | 15 | 3, 3, 14, 114                            |
| 6  | József Attila utca                   | 13 | 3, 3, 14, 114 Budafok-Háros              |
| 8  | Háros utca                           | 11 | 3, 14, 114                               |
| 10 | Jókai Mór utca                       | 9  | 3, 3, 14, 50, 50A, 50C, 114              |
| 12 | Lépcsős utca                         | 7  | 3, 14, 50C, 114                          |
| 14 | Őrház                                | 5  |                                          |
| 16 | Baross Gábor telep                   | 3  | 3, 3                                     |
| 18 | Bartók Béla út (↓) Vegyszer utca (↑) | 1  | 3, 3, 101                                |
| 19 | Nagytétény végállomás                | 0  | 3, 101                                   |